# Mieczysław Rybarski
Mieczysław Jan Rybarski (ur. 5 lutego 1892 w Żywcu, zm. w styczniu 1947 w Żywcu) –  polski historyk literatury, nauczyciel.

## Życiorys
Był synem Antoniego i Albertyny z Wielebnowskich. Po ukończeniu szkoły ludowej w Żywcu (1902) uczęszczał do gimnazjum klasycznego w Wadowicach (do 1910), studiował następnie na Uniwersytecie Jagiellońskim filologię polską i dodatkowo filologię klasyczną. Był słuchaczem seminarium prof. Ignacego Chrzanowskiego, na którym przygotował kilka prac (Geneza i rozbiór "Trzech myśli Ligęzy", Wpływ łaciny klasycznej na mowy sejmowe Myszkowskiego i Zamoyskiego). Jako rozprawę doktorską przedstawił pracę Pojęcia starożytne w mowach sejmowych XVI wieku, recenzowaną przez Kazimierza Nitscha i Jana Łosia; rigorosum zdał 17 czerwca 1919 z wynikiem celującym (w składzie komisji zasiadali profesorowie Chrzanowski, Łoś i Tadeusz Sinko), rigorosum z filozofii – 4 grudnia 1919, również z wynikiem celującym, przed profesorami Witoldem Rubczyńskim i Władysławem Heinrichem. Promocja doktorska miała miejsce 6 grudnia 1919.
Po uzyskaniu dyplomu uniwersyteckiego Rybarski był nauczycielem języka polskiego w Tłumaczu, w Żywcu, w Warszawie w I Państwowym Gimnazjum i Liceum im. Stefana Batorego (w latach 1927−1943). W Warszawie pozostawał w latach okupacji, udzielając się w konspiracji i tajnym nauczaniu, m.in. uczył w polskiej szkole Anny Goldmanówny. Po rozstrzelaniu dwóch synów Hieronima i Andrzeja w grudniu 1943, powstanie spędził w Warszawie, po czym został wywieziony na roboty do Niemiec skąd wrócił pieszo do Żywca. Po zakończeniu wojny w 1945 pojechał do Warszawy uczyć w Państwowym Gimnazjum i Liceum im. Stefana Batorego, został jego wicedyrektorem. Zmarł na początku stycznia 1947 w Żywcu.
Ogłosił kilka prac: Strona estetyczna w nauczaniu polskiej literatury pięknej w szkole średniej ("Przegląd Humanistyczny", 1922), Podręczniki do nauki stylistyki i teorii literatury (tamże), U kolebki naszego stylu poetyckiego ("Pamiętnik Literacki", 1930).